# Tapinocefàlids
Els tapinocefàlids (Tapinocephalidae) són una família de teràpsids dinocèfals de l'infraorde Tapinocephalia. Eren herbívors. Eren els gegants del seu temps, pesant de 500 a 1.000 kg arribant possiblement fins a 1 o 2 tones de pes. Són coneguts a Sud-àfrica i Rússia.
El crani dels tapinocefàlids era molt gruixut, amb forma de cúpula, probablement usat per topar de cap, possiblement per a l'aparellament o disputes territorials. Aquest crani amb forma de cúpula recorda el dels dinosaures paquicefalosaures. Possiblement visqueren en aiguamolls o en terres altes seques (deserts). Els últims tapinocefàlids desaparegueren en el Permià superior, probablement a causa de la disminució de la vegetació, la dessecació i escalfament global que provocaren per l'extinció massiva del Permià-Triàsic.

## Taxonomia
- Delphinognathus
- Keratocephalus
- Mormosaurus
- Moschognathus
- Moschops
- Phocosaurus
- Riebeeckosaurus
- Struthiocephalus
- Tapinocaninus
- Tapinocephalus
- Taurocephalus
- Ulemosaurus